# سونغ سيونغ هون
سونغ سيونغ هون (송승헌 من مواليد 5 أكتوبر 1976) هو ممثل ومغني وعارض أزياء من كوريا الجنوبية، يعتبر ألمع وأشهر ممثلي الهاليو (الموجة الكورية) في أسيا والشرق الأوسط، اكتسب شهرة عالمية بأدائه في مسلسلات الدراما الكورية مثل الخريف في قلبي (2000)، رائحة الصيف (2003)، شرق عدن (2004)، اميرتي (2011) ، الدكتور جين (2012)، عندما يقع الرجل في الحب (2013)، وأفلام أشهرها الرجل الرائع (2004)، الطريقة الثالثة للحب (2015) هذا الأخير الذي كان سبب علاقته ببطلة الفيلم الصينية 	ليو يي فاي. قبل أن ينفصلا في يناير 2018

## الأعمال الفنية

### أفلام
| سنة  | عنوان                         | الدور                    |
| ---- | ----------------------------- | ------------------------ |
| 1999 | Calla                         | Kim Sun-woo              |
| 2002 | Make It Big ‏                  | Seong-hwan               |
| 2002 | So Close                      | Yen                      |
| 2004 | Ice Rain ‏                     | Han Woo-sung             |
| 2004 | He Was Cool                   | Ji Eun-sung              |
| 2008 | Fate                          | Kim Woo-min              |
| 2010 | A Better Tomorrow ‏            | Lee Young-choon          |
| 2010 | الشبح بين ذراعيك مجددا (فيلم) | Kim Jun-ho               |
| 2012 | Lucid Dreaming (فيلم قصير)    |                          |
| 2014 | Obsessed                      | Kim Jin-pyeong           |
| 2015 | Wonderful Nightmare           | Sung-hwan                |
| 2015 | الطريقة الثالثة للحب          | Lin Qizheng              |
| 2017 | Man of Will                   | Kang Hyung-sik           |
| 2018 | Unbreakable Spirit            | An Ming Xun / An Ming He |

### مسلسلات
| عام  | عنوان                      | الدور                       | القناة     |
| ---- | -------------------------- | --------------------------- | ---------- |
| 1996 | Three Guys and Three Girls | سيونغ هون                   | إم بي سي   |
| 1997 | Beautiful Lady             |                             | اس بي اس   |
| 1997 | You and I                  | بارك مين كيو                | إم بي سي   |
| 1998 | Winners                    |                             | إس بي إس   |
| 1999 | Happy Together ‏            | سيو جي سوك                  | إس بي إس   |
| 1999 | Love Story: "Message"      |                             | إس بي إس   |
| 2000 | Popcorn                    | لي يونغ هون                 | إس بي إس   |
| 2000 | الخريف في قلبي             | يون جون سيو                 | كي بي إس 2 |
| 2001 | Law Firm                   | يونغ وونغ                   | إس بي اس   |
| 2003 | عطر الصيف                  | يو مين وو                   | كي بي إس 2 |
| 2008 | شرق عدن                    | دونغ تشول                   | ام بي سي   |
| 2011 | أميرتي                     | هي يونغ                     | ام بي سي   |
| 2012 | Dr. Jin                    | جين هيوم                    | ام بي سي   |
| 2013 | When a Man Falls in Love   | هان تاي سانغ                | ام بي سي   |
| 2017 | سايمدانغ، مذكرة الضوء      | لي جيوم                     | اس بي اس   |
| 2017 | أسود                       | هان مو-مانغ (محقق) / الاسود | أو سي إن   |
| 2018 | اللاعب                     | كانغ ها ري                  | أو سي إن   |
| 2019 | العرض البير                | واي داي هان                 | تي في إن   |
| 2020 | رفيقة العشاء               | كيم هاي كيونغ               | تي في إن   |
| 2021 | الصوت 4                    | ديريك جو.                   | تي في إن   |

### الظهور في فيديو كليبات غنائية
| سنة  | أغنية             | الفنان       | فنان مشارك                        |
| ---- | ----------------- | ------------ | --------------------------------- |
| 2001 | "Once Upon a Day" | كيم بيوم-سو ‏ | سونغ هي كيو, جي جن هي             |
| 2005 | "Sad Love Story"  | Yoon Gun     | كم هي سون, غوون سانغ وو           |
| 2008 | "I Miss You ‏"     | SG Wannabe   | Park Yong-ha, لي يونهي, ها سوكجين |

## ألبومات غنائية
| معلومات غنائية | أغاني الألبوم |
| --- | --- |
| Song Seung-heon Vol. 1 - Album - Released: December 7, 2004 - Label: Synnara Music                                    | Track listing 1. I love you 2. 널 지울때까지 3. 그 모든 눈물(Take 1) 4. Miss Flower 5. 혼 6. 그 모든 눈물(Take 2) 7. 그래요, 그렇다고, 그렇게 8. 외사랑 9. Playin' Playin' 10. I love you (instrumental) 11. 그 모든 눈물 (instrumental) |
| Even After Ten Years / For You... - 2 tracks from قصة حب حزينة OST - Released: February 3, 2005 - Label: Doremi Media | Track listing 1. 십년이 지나도 (Even After Ten Years) 4. 그대를... (For You...) |
| Last Love - 1 track from Dr. Jin OST - Released: July 13, 2012 - Label: لوين إنترتينمنت                               | Track listing 5. 마지막 사랑 (Last Love) |

## جوائز وترشيحات
| سنة  | جوائز                                                   | فئة                                                                                             | العميل المرشح            | النتيجة |
| ---- | ------------------------------------------------------- | ----------------------------------------------------------------------------------------------- | ------------------------ | ------- |
| 1997 | KMTV                                                    | Best New Actor                                                                                  |                          | فوز     |
| 1998 | 34th جوائز بايكسانغ للفنون                              | Most Popular Actor (TV)                                                                         | You and I                | فوز     |
| 1998 | جوائز دراما إس بي إس                                    | Popularity Award                                                                                | Winners                  | فوز     |
| 1999 | 20th جوائز أفلام التنين الأزرق                          | Best New Actor                                                                                  | Calla                    | رُشِّح     |
| 1999 | جوائز دراما إس بي إس                                    | Netizen Popularity Award                                                                        | Happy Together ‏          | فوز     |
| 1999 | جوائز دراما إس بي إس                                    | Top 10 Stars                                                                                    | Happy Together ‏          | فوز     |
| 2000 | جوائز دراما كي بي إس                                    | Popularity Award                                                                                | الخريف في قلبي           | فوز     |
| 2000 | جوائز دراما كي بي إس                                    | Photogenic Award                                                                                | الخريف في قلبي           | فوز     |
| 2001 | جوائز دراما إس بي إس                                    | Excellence Award, Actor in a Drama Special                                                      | Law Firm                 | رُشِّح     |
| 2001 | جوائز دراما إس بي إس                                    | Top 10 Stars                                                                                    | Law Firm                 | فوز     |
| 2008 | MBC Drama Awards ‏                                       | Grand Prize (Daesang)                                                                           | شرق عدن                  | فوز     |
| 2008 | MBC Drama Awards ‏                                       | Top Excellence Award, Actor                                                                     | شرق عدن                  | رُشِّح     |
| 2008 | MBC Drama Awards ‏                                       | Popularity Award, Actor                                                                         | شرق عدن                  | فوز     |
| 2008 | MBC Drama Awards ‏                                       | Best Couple Award with لي يونهي                                                                 | شرق عدن                  | فوز     |
| 2009 | 4th أندريه كيم Best Star Awards                         | Male Star Award                                                                                 | —                        | فوز     |
| 2009 | 17th Korean Culture and Entertainment Awards            | Grand Prize (Daesang) in a TV Drama                                                             | شرق عدن                  | فوز     |
| 2009 | 45th جوائز بايكسانغ للفنون                              | Best Actor (TV)                                                                                 | شرق عدن                  | رُشِّح     |
| 2010 | وزارة الثقافة والرياضة والسياحة Content Industry Awards | Distinguished هاليو (الموجة الكورية) Entertainer Award of Merit (co-winner with غيرلز جينيريشن) | —                        | فوز     |
| 2010 | 44th Taxpayer's Day                                     | Exemplary Taxpayer Citation                                                                     | —                        | فوز     |
| 2011 | 6th جوائز سيول الدولية للدراما                          | Outstanding Korean Actor                                                                        | أميرتي                   | رُشِّح     |
| 2011 | MBC Drama Awards ‏                                       | Top Excellence Award, Actor in a Miniseries                                                     | أميرتي                   | رُشِّح     |
| 2012 | 9th China كوزموبوليتان (مجلة) Beauty Awards             | Asia's Most Charming Artist                                                                     | —                        | فوز     |
| 2012 | MBC Drama Awards ‏                                       | Top Excellence Award, Actor in a Miniseries                                                     | Dr. Jin                  | رُشِّح     |
| 2013 | MBC Drama Awards ‏                                       | Top Excellence Award, Actor in a Miniseries                                                     | When a Man Falls in Love | رُشِّح     |
| 2014 | 35th جوائز أفلام التنين الأزرق                          | Popular Star Award                                                                              | Obsessed                 | فوز     |
| 2015 | 49th Taxpayers' Day                                     | Presidential Commendation                                                                       | —                        | فوز     |
| 2016 | 8th Style Icon Asia                                     | Top 10 Style Icons                                                                              | —                        | فوز     |
| 2017 | SBS Drama Awards ‏                                       | Top Excellence Award, Actor in a Wednesday-Thursday Drama                                       | سايمدانغ، مذكرة الضوء    | رُشِّح     |

## روابط خارجية
- Song Seung-heon نسخة محفوظة 26 أبريل 2016 على موقع واي باك مشين. at Better Ent (بالكورية)
- سونغ سيونغ هون في هانسينما
- سونغ سيونغ هون على قاعدة بيانات الأفلام الكورية
- سونغ سيونغ هون على موقع IMDb (الإنجليزية)
- سونغ سيونغ هون على موقع أول موفي (الإنجليزية)
- سونغ سيونغ هون على موقع قاعدة بيانات الفيلم (الإنجليزية)